# Liste der Herrscher der Bretagne

## Die Teilreiche

### Königreich Armorica
- 409–421: Conan Mériadoc
- 421–434: St. Salomon I.
- 434–445: Grallon
- 445–464: Audren (Aldroenus)
- 464–490: Erech
- 490–509: Budic
- 513–545: Hoel I.
- 545–547: Hoel II.
- 547–?: Canor (Canao)
- ?–594: Alain I.
- 594–615: Hoel III.
- 615: St. Judicaël († 650)
- 615–632: Salomon II.
- 632–634: St. Judicaël (erneut; † 650)
- 634–?: Alain II., der Lange

### Königreich Dommonée
- St. Fracan
- Riwal I.
- Conan
- ?–513: Conothec
- 513–520: Riwal II.
- 520–530: Deroch
- 530–535: Riathen
- 535–540: Jonas
- 540; 554–580: St. Judual
- 580–605: St. Judhael
- 605–610: Judicaël († 652)
- 610–615: Haeloch
- 615–640: Judicaël (erneut; † 652)

### Königreich Cornouailles (West-Bretagne)
- ?–505: Gradlon Mur, der Große
- 505–515: Daniel Dremruz
- 515–524: Budic I.
- 524–531: St. Meliau
- 531–538: St. Melar
- 538–570: Budic II.
- 570–570: Teudric
- 570–577: St. Constantin
- 577–?: Teudric (erneut)

### Königreich Vannes
- ?–550: Waroch I.
- 550–560: Canao I.(Canober)
- 560–577: Rachiau

## Königreich Bretagne
Im 9. Jahrhundert kam das Land unter den Einfluss des benachbarten fränkischen Reichs, Kaiser Ludwig der Fromme hatte 831 den bretonischen Kleinkönig Nominoë zum ducatus ipsius gentis (Fürst des eigenen Stammes) der Bretonen ernannt. Seine Nachfolger emanzipierten sich von der fränkischen Herrschaft und nahmen auch den Königstitel an. Ein chronischer Mangel an dynastischer Kontinuität mit einhergehenden Machtkämpfen untereinander verhinderte allerdings lange Zeit die Herausbildung einer stabilen Zentralgewalt bei den Bretonen. Während des 9. und 10. Jahrhunderts wurde das Land regelmäßig von den Normannen angegriffen.
| Name                        | Regierungszeit  | Verwandtschaft                                      |
| --------------------------- | --------------- | --------------------------------------------------- |
| Nominoë                     | 830–851         |                                                     |
| Erispoë (851 König)         | 851–857         | Sohn seines Vorgängers                              |
| Salomon (868 König)         | 857–874         | Neffe von Nominoë                                   |
| Pascweten Gurvant           | 874–876         | Schwiegersohn von Salomon Schwiegersohn von Erispoë |
| Judicaël Alain I. der Große | 876–888 876–907 | Sohn von Gurvant Bruder von Pascweten               |
| Gourmaëlon                  | 907–913         |                                                     |

Den auf dem Tod Königs Alains des Großen folgenden Zusammenbruch der Ordnung nutzen die Loire-Normannen unter Ragenold/Rögnvald, Felecan und Incon aus, um 919 Nantes zu erobern. Der Normannenherzog Wilhelm Langschwert nannte sich zeitweilig „Herzog der Normannen und Bretonen“.

## Herzogtum Bretagne
937 kehrte der Exilant Alain Schiefbart (bretonisch Alan Varvek, französisch Alain Barbe-Torte - † 952) mit der Unterstützung des angelsächsischen Königs Æthelstan in die Bretagne zurück, vertrieb die Normannen aus Nantes und nahm den Herzogstitel (Dux) an. Er gilt als Begründer des hochmittelalterlichen Herzogtums Bretagne, das in seinem Umfang weitestgehend der heutigen französischen Region Bretagne entsprach.
Zu Beginn des 13. Jahrhunderts näherten sich die Herzöge an Frankreich an, nutzten aber die Schwäche Frankreichs im Hundertjährigen Krieg, um sich eine weitgehend autonome Position zu sichern. Trotz der Unterbrechung durch den bretonischen Erbfolgekrieg (1341–1364) konnten die letzten Herzöge aus dem Hause Dreux die Bretagne zu einem vereinten Fürstentum mit einer starken Zentralregierung ausbauen. Durch die Einheirat der letzten Herzogin in das französische Königshaus wurde die Bretagne, als eines der letzten großen Feudalterritorien des Mittelalters, zu Beginn des 16. Jahrhunderts mit der Krondomäne vereint.
| Name                 | Regierungszeit | Verwandtschaft                |
| Haus Nantes          | Haus Nantes    | Haus Nantes                   |
| -------------------- | -------------- | ----------------------------- |
| Alain II. Schiefbart | 937–952        | Enkel von Alain I. den Großen |
| Drogo                | 952–958        | Sohn seines Vorgängers        |
| Hoël I.              | 958–979        | Bruder seines Vorgängers      |
| Guérech              | 979–988        | Bruder seines Vorgängers      |
| Alain                | 988–990        | Sohn seines Vorgängers        |

Conan der Krumme beseitigte 990 das Haus Nantes und erhob sich zum Herzog. Seine Niederlage in der zweiten Schlacht von Conquereuil führte zu einer anhaltenden Schwächung der Herzogsgewalt. Herzog Alain III. erkannte den Herzog der Normandie als Lehnsherren an.
| Name                 | Regierungszeit | Verwandtschaft                |
| Haus Rennes          | Haus Rennes    | Haus Rennes                   |
| -------------------- | -------------- | ----------------------------- |
| Conan I. der Krumme  | 990–992        | Nachkomme Gurvants von Rennes |
| Gottfried I.         | 992–1008       | Sohn seines Vorgängers        |
| Alain III.           | 1008–1040      | Sohn seines Vorgängers        |
| Conan II.            | 1040–1066      | Sohn seines Vorgängers        |
| Hawisa               | 1066–1072      | Schwester ihres Vorgängers    |
| Haus Cornouaille     |                |                               |
| Hoël II.             | 1066–1084      | Ehemann von Hawisa            |
| Alain IV. Fergant    | 1084–1102      | Sohn seines Vorgängers        |
| Conan III. der Dicke | 1102–1148      | Sohn seines Vorgängers        |
| Hoël III.            | 1148           | Sohn seines Vorgängers        |
| Bertha               | 1148–1158      | Schwester ihres Vorgängers    |
| Eudon von Porhoët    | 1148–1158      | Ehemann von Bertha            |

Heinrich II. Plantagenet, König von England und Herzog der Normandie, verfügte 1158 die Einsetzung Conans IV. zum Herzog.
| Name                                              | Regierungszeit                                    | Verwandtschaft                                    |
| Haus Penthièvre (jüngere Linie des Hauses Rennes) | Haus Penthièvre (jüngere Linie des Hauses Rennes) | Haus Penthièvre (jüngere Linie des Hauses Rennes) |
| ------------------------------------------------- | ------------------------------------------------- | ------------------------------------------------- |
| Conan IV. der Kleine                              | 1158–1166                                         | Nachkomme von Gottfried I.                        |
| Konstanze                                         | 1166–1201                                         | Tochter ihres Vorgängers                          |

Herzog Conan IV. wurde 1166 von Heinrich II. Plantagenet zur Abdankung gezwungen, zugunsten dessen Sohnes Gottfried II. In der Zeit der Plantagenetherrschaft wird die Bretagne dem sogenannten angivinischen Reich zugeordnet, aber schon Gottfried II. huldigte erstmals dem französischen König.
| Name              | Regierungszeit       | Verwandtschaft                |
| Haus Plantagenet  | Haus Plantagenet     | Haus Plantagenet              |
| ----------------- | -------------------- | ----------------------------- |
| Gottfried II.     | 1169–1186            | erster Ehemann von Konstanze  |
| Arthur I.         | 1196–1203            | Sohn seines Vorgängers        |
| Haus Thouars      |                      |                               |
| Guido von Thouars | 1203–1206, 1207–1213 | dritter Ehemann von Konstanze |
| Alix              | 1203–1221            | Tochter ihres Vorgängers      |

1206 musste Guido von Thouars auf Druck König Philipps II. August von Frankreich auf das Herzogtum verzichten, blieb aber Regent für seine Tochter. Nach seinem Tod 1213 verfügte der König die Ehe der Herzogin Alix mit seinem entfernten Vetter Peter Mauclerc, der ein Nachkomme von König Ludwig VI. dem Dicken von Frankreich war. Die französische Krone verweigerte Peter und seinem Sohn allerdings die Anerkennung als Herzöge. Die erhielt erst Johann II. im Jahr 1297.
| Name                     | Regierungszeit | Verwandtschaft                   |
| Haus Dreux               | Haus Dreux     | Haus Dreux                       |
| ------------------------ | -------------- | -------------------------------- |
| Peter I. Mauclerc        | 1213–1221      |                                  |
| Johann I. der Rote       | 1221–1286      | Sohn von Alix und Peter Mauclerc |
| Johann II.               | 1286–1305      | Sohn seines Vorgängers           |
| Arthur II.               | 1305–1312      | Sohn seines Vorgängers           |
| Johann III. der Gute     | 1312–1341      | Sohn seines Vorgängers           |
| Johann IV.               | 1341–1345      | Bruder seines Vorgängers         |
| Haus Châtillon           |                |                                  |
| Karl von Blois           | 1345–1364      |                                  |
| Haus Dreux               |                |                                  |
| Johann V. der Eroberer   | 1364–1399      | Sohn von Johann IV.              |
| Johann VI.               | 1399–1442      | Sohn seines Vorgängers           |
| Franz I.                 | 1442–1450      | Sohn seines Vorgängers           |
| Peter II.                | 1450–1457      | Bruder seines Vorgängers         |
| Arthur III. von Richmond | 1457–1458      | Sohn von Johann V.               |
| Franz II.                | 1458–1488      | Neffe seines Vorgängers          |
| Anna                     | 1488–1514      | Tochter ihres Vorgängers         |

Das Wappen Peter Mauclercs entspricht dem Wappen der Grafen von Dreux. Das stilisierte Hermelin, in der (heraldisch) rechten Ecke, fügte er in Erinnerung an seine ursprünglich vorgesehene klerikale Laufbahn hinzu.

Seit Herzog Johann III. wird nur noch das Hermelin im Wappen verwendet. Es entspricht heute dem Wappen der Region Bretagne

Herzogin Anna heiratete nacheinander die französischen Könige Karl VIII. (1492) und Ludwig XII. (1499). Im Jahr 1532 vollzog König Franz I. von Frankreich, der Ehemann Herzogin Claudias, nach einem Beschluss der bretonischen Ständeversammlung in Vannes die Vereinigung des Herzogtums mit der französischen Krone. Die bretonische Herzogswürde wurde damit erbrechtlich unter Ausschluss anderer Prätendenten an die Königsfamilie gebunden, womit der Status der Bretagne als faktisch autonomes Fürstentum endete.
| Name                                         | Regierungszeit      | Verwandtschaft            |
| Haus Valois-Orléans                          | Haus Valois-Orléans | Haus Valois-Orléans       |
| -------------------------------------------- | ------------------- | ------------------------- |
| Claudia                                      | 1514–1524           | Tochter ihrer Vorgängerin |
| Haus Valois-Angoulême                        |                     |                           |
| Franz III.                                   | 1524–1536           | Sohn seiner Vorgängerin   |
| Heinrich (König Heinrich II. von Frankreich) | 1536–1547           | Bruder seines Vorgängers  |

## Weitere Verwendung des Herzogstitels bis zum Ende der Monarchie
- Louis de Bourbon, duc de Bretagne (* 1704, † 1705)
- Dauphin Louis de Bourbon, duc de Bretagne (* 1707, † 1712): beides Söhne des Dauphin Louis de Bourbon, duc de Bourgogne
- Dauphin Louis Joseph Xavier François de Bourbon, duc de Bretagne (* 1781, † 1789): Sohn von König Ludwig XVI. von Frankreich

1973 wurde Francisco Alfonso de Borbón (1972–1984) von seinem Großvater Jaime de Borbón der Titel eines „Herzogs der Bretagne“ verliehen.